# Auyan-Tepui
Der Auyan-Tepui (aus Pemón: Auyan „Teufel“ und Tepui „Haus“) ist ein bis zu 2450 Meter hoher Tafelberg (Tepui) im Süden von Venezuela im Nationalpark Canaima.

## Lage und Daten
In der südvenezolanischen Graslandschaft Gran Sabana befinden sich 97 Tepuis, von denen der Auyan-Tepui der meistbesuchte und einer der größten ist (aber nicht der höchste). Er erhebt sich bis zu 1000 Meter über den tropischen Regenwald und die Gran Sabana. Der Auyan-Tepui besitzt eine Gipfelfläche von 666,9 km² und eine geschätzte Hangfläche von 795 km².
Das Hochtableau ist ein zerklüftetes Felslabyrinth mit Canyons, Platten, Türmen und Spalten. Der Sandstein besteht zu 95 Prozent aus reinem Roraima-Quarzit. In den Schwemmwannen ist deshalb oft feinster weißer Quarzsand zu finden. Das geologisch eindrücklichste Phänomen sind die Sima, mehrere hundert Meter tiefe Löcher im Gestein, deren Ursprung vom Wasser ausgewaschene und dann eingestürzte Höhlen sein dürften.
Von seiner östlichen Flanke stürzt der vom Gerbstoff Tannin teebraun gefärbte Río Churún als Salto Ángel fast 1000 Meter in die Tiefe und bildet dabei den höchsten Wasserfall der Erde.

## Flora und Fauna

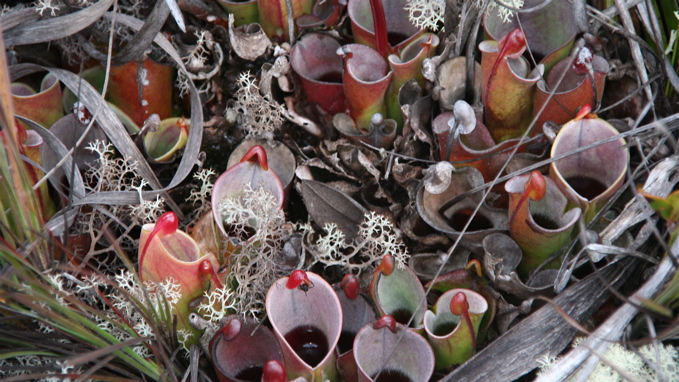
Fleischfressende Heliamphoren

Die Nährstoffarmut auf den ausgewaschenen Tepuis erlaubt nur eine karge Vegetation, die sich vor allem aus Flechten, Gräsern, Stegolepis guianensis und Orectanthe sceptrum zusammensetzt. Viele fleischfressende Pflanzen wie Heliamphoren, Sonnentau, Wasserschlauch, Genlisea, Catopsis und Brocchinia versuchen, die Kargheit mit tierischem Eiweiß auszugleichen. Stellenweise sind unzählige Orchideen zu finden. Die zentralen Gebiete des Auyan-Tepui und die Talsohlen der Canyons sind von undurchdringlichen Wäldern aus wenigen, eher kleinwüchsigen Bäumen bedeckt.
Die Tierwelt besteht aus Insekten, Vögeln, Lurchen sowie kleineren Reptilien (Schlangen, Echsen) und Säugetieren (Mäuse).
Viele der Pflanzen und Tiere auf den Tepuis sind wegen der klimatischen und geologischen Barriere, die die Felswände darstellen, endemisch. Die Tepuis sind biologisch weitgehend isolierte Inseln. Ihre genetisch nächsten Verwandten finden sich nicht in der 1000 Meter tieferen Gran Sabana oder im Regenwald an den Bergflanken, sondern in Afrika, das vor 120 Mio. Jahren noch als Riesenkontinent Gondwana mit Südamerika verbunden war.

## Entstehung

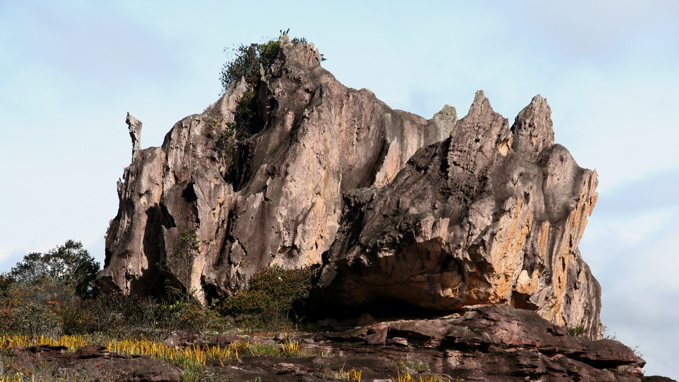
Felsformationen auf dem Auyan-Tepui

Die Tepuis sind Überreste des Guayana-Schildes, eines Quarzit-Sedimentgesteins, dessen Alter auf mindestens 1,7 Milliarden Jahre geschätzt wird.
Das Sedimentgestein enthält keinerlei Fossilien, da das Leben bis ins Paläoproterozoikum lediglich Einzeller hervorgebracht hat. Deshalb konnte das Alter der Tepuis nur mit der geophysikalischen Methode der Uran-Blei-Datierung bestimmt werden.

## Geschichte
Den ansässigen Pemón-Indianern sind die Tepuis heilig, weshalb sie nie den Versuch unternahmen, diese zu besteigen. Erst Anfang der 1930er Jahre versuchte der Venezuela-Forscher Felix Cardona Puig, einen Weg auf den Auyan-Tepui zu finden. Die Expedition entdeckte den bis heute einzigen für Nichtbergsteiger begehbaren Aufstieg. 1937 landeten der amerikanische Buschpilot Jimmie Angel, seine Frau und Felix Cardona Puig auf dem Hochplateau, erlitten aber eine Bruchlandung. Nur dank Cardonas Kenntnis einer Abstiegsroute konnten sie sich retten. Erst 1956 bestieg eine erste wissenschaftliche Expedition mit 40 Teilnehmern unter der Leitung von Volkmar Vareschi den Auyan-Tepui.